# Apache Flex
Apache Flex (ранее Adobe Flex, до приобретения Macromedia компанией Adobe — Macromedia Flex) — комплект средств разработки (SDK) для создания кросс-платформенных Rich Internet Applications на основе Flash. Разработанный вначале компанией Macromedia и приобретённый затем компанией Adobe Systems, Flex был пожертвован компанией Adobe фонду Apache Software Foundation в 2011 году. Члены ASF по результатам голосования включили его в Apache Incubator и через полгода, в июле 2012 выпустили новую версию (4.8.0).
Flex расширяет базовые возможности Flash, позволяя описывать интерфейс приложения на XML, ускоряя и упрощая процесс разработки насыщенных веб-приложений. Логика приложения пишется на ActionScript 3. Результатом компиляции является файл SWF, предназначенный для выполнения в браузере (на платформе Flash Player) или как самостоятельное приложение (на платформе AIR). Flex-приложение может компилироваться на сервере (для этого потребуется mod_flex.so или mod_flex.dll в зависимости от ОС и веб-сервера), а может — из IDE или непосредственно из командной строки с помощью компилятора mxmlc (начиная с Flex 2), как и во Flash, результатом является файл swf, исполняемый в Flash Player.

## Отличия Flex от Flash
Flex — это большой набор классов, расширяющих возможности Flash. Flex-framework включает возможности локализации, стилизации приложения, разработки модульного приложения, встроенные валидаторы и форматоры текстовых полей — все те инструменты, которые нужны разработчикам приложений, работающих online.
Инструменты создания RIA основаны на flex-framework (Adobe Catalyst, Adobe Flex, Aptana Studio и т. д.). Инструменты для работы с анимацией и графикой используют только базовые возможности flash (поэтому баннеры и медийная реклама делаются без использования flex).

### Достоинства
Интегрированная среда разработки Adobe Flash Builder (ранее известна как Flex Builder), которая обеспечивает более высокую производительность, создана на свободно распространяемой платформе разработки Eclipse. Поскольку многие разработчики уже используют Eclipse при программировании на Java, Flex Builder 2 предоставляет им знакомую среду для создания и Java-приложений, и полнофункциональных клиентов.
Flex, помимо скорости разработки, предоставляет полные мультимедийные возможности Flash Platform: включая потоковое мультимедиа, возможность получить доступ к веб-камере и микрофону пользователя, бинарные сокеты, обширные возможности сетевых коммуникаций (HTTP-запросы, веб-сервисы, встроенный формат сериализации AMF), оперирование координатами трехмерного пространства, возможности использования встроенных фильтров (таких как расфокусировка, падающая тень и др.), и написания собственных.
Благодаря Flex, веб-сервисы могут использоваться для связи с сервером при частом обращении к данным при небольшой полезной нагрузке. Для более ресурсоемких приложений Adobe предлагает программное обеспечение Flex Data Services 2 Express, которое может поддерживать связь между источником данных и уровнем представления. 

Flex Data Services 2 способен передавать данные с сервера на клиент. Серверный компонент может, например, извлечь данные из серверного приложения SAP и переслать их клиенту. Теперь функции Flex Presentation Server встроены в Flex Data Services.
Ещё одно неоспоримое достоинство технологии Flex, тесно связанное с достоинствами ActionScript 3 — это возможность OpenSource разработки Flash-проектов без использования Adobe Flash Professional, с помощью «чистого» программирования. При этом Flash-разработка становится принципиально доступна в том числе и на Unix-платформах.

### Недостатки
Работа flex-framework основана на относительно большом количестве собственного AS3-кода. Для примерной оценки: стандартный набор классов, включаемый по умолчанию в каждое разрабатываемое flex-приложение, занимает более 700 килобайт в итоговом swf-файле. Таким образом, общий объём кода, необходимый для исполнения flex-приложения, заметно увеличивается. В более поздних версиях флеш-плеера реализован механизм, который даёт возможность использовать классы flex, не включая их в каждый отдельный swf. При первом запуске такого swf, флеш-плеер подгрузит необходимые файлы с официального сайта в отведённый для этого кэш флеш-плеера.
Однако, подгрузка дополнительных файлов из внешнего источника в некоторых случаях является неприемлемой или нежелательной. В этом случае, компоненты flex-framework должны быть скомпилированы и добавлены непосредственно в swf-файл, что заметно увеличивает размер swf-файла, если речь идёт о «легковесных» приложениях.

## Ценовая политика
Flex SDK предоставляемый Adobe является бесплатным набором инструментария (framework) с полностью открытым исходным кодом (Open Source). Для работы с процедурами и классами этого фреймворка (написание кода, отладка, компиляция в исполняемый код) потребуется платное или бесплатное программное обеспечение (см. ссылки ниже).
Компания Adobe решила открыть исходный код среды Flex к концу 2007 года и начать распространение этого продукта на условиях Mozilla Public License (MPL). Известно, что в открытую версию Flex будут входить программное обеспечение для создания соответствующих приложений, набор библиотек и компиляторов, средство для разработки, интегрируемое в среду Eclipse IDE, а также система Flex Data Services, предназначенная для работы с базами данных.

## История версий
- Flex 1.0 — Март, 2004
- Flex 1.5 — Октябрь, 2004
- Flex 2.0 (Alpha) — Октябрь, 2005
- Flex 2.0 Beta 1 — Февраль, 2006
- Flex 2.0 Beta 2 — Март, 2006
- Flex 2.0 Beta 3 — Май, 2006
- Flex 2.0 Final- Июнь 28, 2006
- Flex 2.0.1 — Январь 5, 2007
- Flex 3.0 Beta 1 — Июнь 11, 2007
- Flex 3.0 Beta 2 — Октябрь 1, 2007
- Flex 3.0 Beta 3 — Декабрь 12, 2007
- Flex 3.0 — Февраль 25, 2008
- Flex 3.1 — Август 15, 2008
- Flex 3.2 — Ноябрь 17, 2008
- Flex 3.3 — Март 4, 2009
- Flex 3.4 — Август 18, 2009
- Flex 3.5 — Декабрь 18, 2009
- Flex 4.0 — Март 22, 2010
- Flex 4.5 Hero Preview Release[5] — Октябрь, 2010
- Flex 4.6.0 — Ноябрь, 2011
- Flex 4.8.0 — Июль 25, 2012
- Flex 4.10.0 — Август 6, 2013
- Flex 4.11.0 — Октябрь 28, 2013
- Flex 4.12.0 — Март 10, 2014
- Flex 4.12.1 — Май 3, 2014
- Flex 4.13.0 — Июль 16, 2014
- Flex 4.14.0 — Январь 30, 2015
- Flex 4.14.1 — Март 31, 2015
- Flex 4.15.0 — Январь 11, 2016
- Flex 4.16.0 — Март 12, 2017
- Flex 4.16.1 — Ноябрь 22, 2017

## Компоненты
- Cairngorm (микроархитектура предоставленная Adobe)
- PureMVC (микроархитектура)
- Drop AS3 (микроархитектура)
- Robotlegs (микроархитектура)
- Mate (микроархитектура)
- Spring Flex (ссылка не работает)
- ASWing — бесплатный набор компонентов, (open-source)
- FLEXLIB — open-source библиотека компонент
- FLEXMDI — библиотека для создания MDI-приложений

## Среды разработки
Сравнение Flex IDE
| Продукт          | Лицензия          | Производитель     | платформы                                                                                 |
| ---------------- | ----------------- | ----------------- | ----------------------------------------------------------------------------------------- |
| CodeDrive        | commercial        | iSpring Research  | Visual Studio                                                                             |
| Flex Builder     | commercial        | Adobe             | win & mac & linux с ограниченными возможностями (с версии 4 переименован в Flash Builder) |
| Eclipse WTP      | free              |                   | eclipse                                                                                   |
| FlashDevelop     | free              | FlashDevelop Team | Windows                                                                                   |
| PowerFlasher FDT | commercial        | PowerFlasher      | eclipse                                                                                   |
| Aptana Studio    | commercial        | Aptana Studio     | eclipse                                                                                   |
| IntelliJ IDEA    | commercial        | JetBrains         | java                                                                                      |
| Spket IDE        | free & commercial |                   | eclipse                                                                                   |